# NGC 2980
NGC 2980 је спирална галаксија у сазвежђу Секстант која се налази на NGC листи објеката дубоког неба.
Деклинација објекта је - 9° 36' 45" а ректасцензија 9h 43m 11,9s. Привидна величина (магнитуда) објекта NGC 2980 износи 13,0 а фотографска магнитуда 13,7. Налази се на удаљености од 77,107 милиона парсека од Сунца. NGC 2980 је још познат и под ознакама MCG -1-25-28, IRAS 09407-0923, PGC 27799.